# Dekanat Szczecin-Niebuszewo

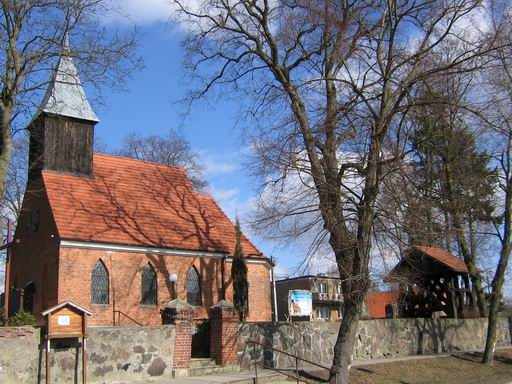
Kościół pw. Matki Boskiej Bolesnej, Osów

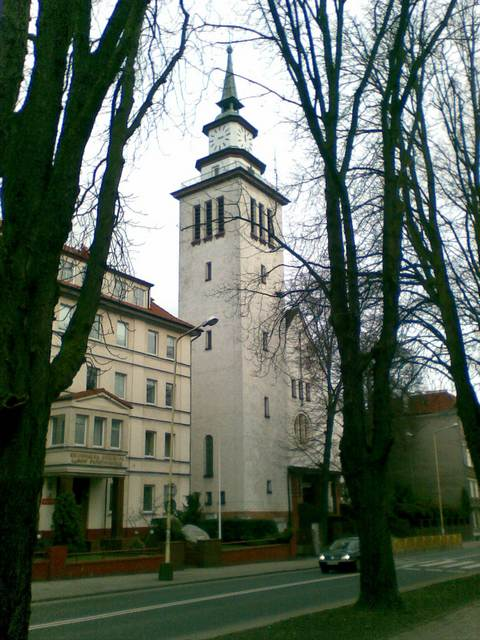
Kościół pw. Najświętszego Zbawiciela, Niebuszewo

Dekanat Szczecin-Niebuszewo – jeden z siedmiu dekanatów w Szczecinie należący do archidiecezji szczecińsko-kamieńskiej.

## Parafie
- Pilchowo - Parafia Wniebowzięcia Najświętszej Maryi Panny w Pilchowie
- Szczecin - Parafia Świętej Rodziny w Szczecinie
- Szczecin Głębokie - Parafia św. Brata Alberta w Szczecinie
- Szczecin Niebuszewo - Parafia Najświętszego Zbawiciela w Szczecinie
- Szczecin Niemierzyn - Parafia św. Kazimierza w Szczecinie
- Szczecin Osów - Parafia Matki Bożej Bolesnej w Szczecinie
- Szczecin - Parafia Bożego Ciała w Szczecinie
- Szczecin - Parafia św. Dominika w Szczecinie

## Funkcje w dekanacie
- Dziekan: ks. kan. dr Andrzej Maćkowski
- Wicedziekan: ks. dr Tomasz Stroynowski[1]